# 楊鎬
楊鎬（1555年—1629年），字京甫，號沧屿、風筠，河南归德府商丘縣（今商丘市）人。明末政治、軍事人物。萬曆年间進士。官至遼東巡撫，率領明軍發起薩爾滸之戰，大敗而歸，關押十年後處決。

## 生平

### 入仕
萬曆四年（1576年）丙子科河南鄉試第四十二名。萬曆八年（1580年）庚辰科會試第一百四十名，三甲二百二十四名進士，兵部觀政，九年六月授峡江知县，十一年四月调任南昌，丁憂归乡。十五年七月复除蠡縣知縣。之後，在萬曆十七年（1589年）行取，十月入朝擔任四川道御史，十九年七月二十四日授命巡江，十二月坐事降調大理寺評事。

### 山東
萬曆二十年（1592年）遷任山東海防兵备佥事，五月调管永平兵备，选练主兵兼理屯田马政。二十一年十一月升本省右參議，分守遼海道。嘗偕大帥董一元雪夜度墨山，襲擊蒙古炒花的大帳，大有斬獲。二十三年十月進副使兼参议。又墾荒田一百三十餘頃，歲積粟一萬八千餘石。二十四年四月進官山東右參政。

### 朝鮮
萬曆二十四年（1596年），日本豐臣秀吉侵略朝鮮。萬曆二十五年春，楊鎬偕副將李如梅出塞，但卻失敗，還戰死了部將十人，士卒一百六十餘人。會朝鮮再用兵，由于楊镐被推为都察院右佥都御史经理朝鲜军务，命免鎬罪。鎬未至，先奏陳十事，請令朝鮮官民輸粟得增秩、授官、贖罪，及鄉吏奴丁免役，大氐皆茍且之事。又以朝鮮君臣隱藏儲蓄不餉軍，劾奏其罪。由是朝鮮多怨。
此時，日本將領小西行長、加藤清正等人已率軍入據南原、全州，引兵犯全羅道、慶尚道，逼王京，軍勢甚銳，南原守將楊元棄城而走。賴沈惟敬就擒，鄉導乃絕。而朝鮮兵燹之餘，千里蕭條，賊掠無所得，故但積粟全羅，為久留計，而來自明朝的援軍亦漸集中。
當是時，日本將領行長、清正等已入據南原、全州，引兵犯全羅、慶尚，逼王京，銳甚。賴沈惟敬就擒，鄉導乃絕。而朝鮮兵燹之餘，千里蕭條，賊掠無所得，故但積粟全羅，為久留計，而中國兵亦漸集。九月朔，鎬始抵王京。會副將解生等屢挫賊，朝鮮軍亦數有功，日本乃退屯蔚山。
同年十二月，楊鎬會總督邢玠、提督麻貴議進兵方略，分四萬人為三協，副將高策將中軍，李如梅將左，李芳春、解生將右，合攻蔚山。先以少兵嘗賊，賊出戰，大敗，悉奔據島山，結三柵城外以自固。鎬官遼東時，與如梅深相得。及是，遊擊陳寅連破賊二柵，第三柵垂拔矣，鎬以如梅未至，不欲寅功出其上，遽鳴金收軍(此為清修明史記載，而按朝鮮史藉記載與史家李光濤說法，「楊鎬在攻城之頃，不特未掣陸寅之時，且力勸其急擊，寅因受日本铳威脅，初無嗚金止攻之事」，與清人明史之說大有出入)。日軍閉城不出，堅守以待援。明軍四面圍之，而土地泥淖，且正值風雪裂膚，士無固志。日軍日夜發砲，用藥煮彈，中炮明軍死傷很多，攻圍十日不能下。日軍知官兵懈，詭乞降以緩之。
萬曆二十六年正月二日，小西行長的救兵驟至。楊鎬大懼，狼狽先奔，諸軍繼之。賊前襲擊，死者無算。副將吳惟忠、遊擊茅國器斷後，賊乃還，輜重多喪失。之後，楊鎬又謊報軍功、隱瞞明軍在蔚山大敗、損失士卒兩萬的訊息不報，只說百餘人傷亡(此處出自清修明史，而按第一手史料的李朝朝鮮實錄記載，蔚山一役傷亡為「或云三千, 或云四千」「前後上陳死傷, 通考査報實數, 則死者幾七百, 傷者又三千餘人」)。此時，楊鎬又面臨父喪，上詔奪情視事。御史汪先岸嘗劾其他罪，但有閣臣包庇之，擬旨褒美，旨久不下。
贊畫主事丁應泰聽到楊鎬戰敗，詣楊鎬咨後計。楊鎬示以張位、沈一貫手書，並所擬未下旨，揚揚詡功伐。丁應泰憤，抗疏盡列敗狀，言楊鎬當罪者二十八、可羞者十，並劾位、一貫扶同作奸。萬曆帝震怒，欲行法。首輔趙志皋營救，於是罷楊鎬，令聽勘，以天津巡撫萬世德代之。已，東征事竣，給事中楊應文敘楊鎬之功，詔許復用。
以上是清修明史對楊鎬的記錄，但根據李朝朝鮮人的第一手史料記載，儘管一開始擔任經略的楊鎬並不受朝鮮人所歡迎，但後來以持軍嚴謹清廉漸得好評，楊鎬得罪時，朝鮮君臣還為他上奏辯誣，連吴惟忠、茅國器、許國威等二十三员援朝將領也為之申救。
而楊鎬在稷山之戰等的活躍也廣為朝鮮人所讚賞，如朝鮮文獻《无名子集文稿·册十》則評價道「捷至。镐始整兵追至庆尙海上。自日本犯顺。未有若此之衂。其挥霍之谋。节制之功。过如松平壤之战」，後世朝鮮史家李光濤也不吝讚賞地說「稷山大捷，由丁酉日本禍言之，乃明人再度援韓第一功。而是役立功人物，又應以經理楊鎬為第一」。李朝實錄則詳細記載該戰役道「先是，賊自陷南原，乘勝長驅，進逼京畿。經理楊鎬在平壤聞之，馳入京城，招提督(麻貴）責不戰之狀，與提督定計，密選騎士之精勇者……迎擊於稷山，諸軍及我人皆莫知也。解生等伏兵於稷山之素沙坪，乘賊未及成列，縱突騎擊之，賊披靡而走，死者甚多」，「上年秋，賊酋行長，攻陷南原，淸正領大衆，隨會兇鋒，已迫漢南，都城之民，魚駭鳥竄，洶洶靡靡。楊鎬自平壤，單車疾驅，冒入危城，慰諭餘氓，申飭將士，使人心依賴，賊情畏沮，遂却敵於談笑指揮之間。此蓋人所難爲，而都城之得保今日，皆其力也」，甚至朝鮮大臣李德馨還直言自己在戰場上曾親眼看見「經理(楊鎬)躬擐甲冑, 上陣督戰, 諸將用命, 俱冒死進戰。 因此賊鋒大挫, 不復再動」。然而若按清修明史對朝鮮戰場中楊鎬的記載，卻幾乎找不到任何楊鎬指揮的事實。
至於蔚山城之敗，朝鮮人也力言為楊鎬辯護道「至於島山之役, 本院(楊鎬)躬擐甲冑, 親自督戰, 冒犯風雪, 過十二晝夜, 焚燒內外柵房, 斬級一千餘顒。 淸正窮蹙鼠伏, 幾被擒獲, 此蓋曠世之奇功。 旣而我軍日久漸疲, 賊之生兵又來援, 則本院密察事機, 宣令左次, 挑選馬軍, 自領爲殿, 路遇被傷官兵, 令給標馬。 其處置從容, 有如是者, 豈有參奏中所謂陣亡幾萬之理乎? 所據李德馨査訪死傷之數, 雖非親自査驗, 亦所終始目見。」「島山之役, 楊鎬以文職大官, 擐甲上陣, 暴露虎穴, 過十二晝夜, 一同提督及諸將, 勵氣督戰, 焚燒內外寨柵, 斬獲千餘級, 淸正窮慼一穴, 渴餒幾斃。 是蓋曠世之奇功, 而不幸天雨急寒, 士卒多傷, 我勢已疲, 而賊援大集, 固將有腹背受敵之患。 楊鎬與麻貴, 密察事機, 宣令左次, 仍將遺下糧餉, 盡行焚燒, 挑選馬軍, 身自爲殿, 賊不敢追躡。 」
後來楊鎬從朝鮮還朝之日，朝鮮自國王宣祖至平民百姓皆戀戀不捨，宣祖率百官泣送於弘濟院，漢城士民男女重髫戴白，皆出送郊外，諸臣以詩為別。後來還建宣武祠於漢城南，特崇享兵部尚書邢玠、經略楊鎬，親書再造藩邦四字以作匾額。 到康熙年間時，官員論援朝諸將功，還是「壬辰再造之恩，尚忍忘哉? 神宗皇帝，赫然東顧，動天下兵，復我疆土。天將之受命來戰，如提督李如松諸人，其功烈豈不偉燁，而猶不若經理楊鎬之血心我東事也。」，朝鮮人尊崇楊鎬以至到了十九世紀時，朝鮮王朝北學派大儒朴趾源在《楊經理鎬致祭文》中道：“再造我東，系誰之功？天子攸命，蒼嶼楊公。”可見楊鎬在李朝朝鮮人心目中地位之高。

### 遼東
萬曆三十八年（1610年）閏三月，復起右副都御史巡撫遼東，出兵襲擊蒙古炒花於鎮安，成功破之，但御史田生金劾其擅開邊釁，又值當期時遼東多事，楊鎬力薦李如梅，請復用如梅為大將，為給事中麻僖、御史楊州鶴所劾，於是便疏辨乞休，明神宗不問，鎬竟辭官而去。萬曆四十六年，後金兵破撫順，楊鎬因為「昔曾巡撫其地(遼東)，熟諳虜情也」而被廷推為兵部右侍郎經略遼東，并賜尚方劍節制軍務，主持征伐。新上任後首斬逃將白雲龍，申明紀律。次年（1619年）二月，楊鎬以十萬餘人分四路出師出擊後金，四路軍為山海關總兵杜松、遼東總兵李如柏、開原總兵馬林和遼陽總兵劉鋌，以杜松部為主力。劉綎，驍勇善戰，但與楊鎬素不和，被派往東路，孤軍深入。四路軍企圖「分進合擊」，但由於杜松輕敵，在薩爾滸（今遼寧撫順東渾河南）遇伏，全軍覆沒，繼而馬林敗逃開原，劉鋌戰死，僅李如柏全師而退。薩爾滸大敗，損軍四萬餘人，開原、鐵嶺相繼失守，明廷御史楊鶴交章劾奏楊鎬，因此下獄，令兵部侍郎熊廷弼代任經略。崇禎二年（1629年）被處決。

## 家庭
曾祖父楊文通；祖父楊繼道；父親楊儒，曾任壽官、知县。母張氏；繼母李氏。

## 相關影視作品
- 《不滅的李舜臣》 (KBS1, 2004年~2005年, 朴升圭（朝鲜语：박승규）飾演:楊鎬)
- 《懲毖錄》 (KBS1, 2015年, 金河均（朝鲜语：김하균）飾演:楊鎬)